# RFL Championship 1913-14
La Northern Rugby Football Union Championship de 1913-14 fue la decimonovena temporada del torneo de rugby league más importante de Inglaterra.

## Formato
Las divisiones 1 y 2 fueron combinadas, enfrentándose a nivel de los condados de Lancashire y Yorkshire y posteriormente confeccionado una tabla global, esto provocó que los equipos enfrentaran una cantidad desigual de encuentros.
Posteriormente los cuatro mejores clasificados según el porcentaje de victorias clasificaron a las semifinales.
Se otorgaron 2 puntos por cada victoria, 1 por el empate y 0 por la derrota.

## Desarrollo

### Tabla de posiciones
| Pos. | Equipo               | Encuentros | Encuentros | Encuentros | Encuentros | Tantos | Tantos | Puntos | Porcentaje de triunfos |
| Pos. | Equipo               | PJ         | PG         | PE         | PP         | F      | C      | Puntos | Porcentaje de triunfos |
| ---- | -------------------- | ---------- | ---------- | ---------- | ---------- | ------ | ------ | ------ | ---------------------- |
| 1    | Huddersfield         | 34         | 28         | 2          | 4          | 830    | 258    | 58     | 85.29                  |
| 2    | Salford              | 32         | 25         | 1          | 6          | 320    | 140    | 51     | 79.69                  |
| 3    | Wigan                | 34         | 25         | 2          | 7          | 676    | 252    | 52     | 76.47                  |
| 4    | Hull                 | 34         | 24         | 1          | 9          | 507    | 264    | 49     | 72.06                  |
| 5    | Barrow Raiders       | 30         | 20         | 0          | 10         | 335    | 256    | 40     | 66.66                  |
| 6    | Hull Kingston Rovers | 34         | 20         | 2          | 12         | 393    | 298    | 42     | 61.76                  |
| 7    | Rochdale Hornets     | 34         | 18         | 4          | 12         | 356    | 270    | 40     | 58.83                  |
| 8    | Widnes Vikings       | 32         | 17         | 1          | 14         | 262    | 241    | 35     | 54.69                  |
| 9    | Leeds                | 34         | 18         | 1          | 15         | 342    | 290    | 37     | 54.42                  |
| 10   | Hunslet FC           | 34         | 18         | 1          | 15         | 437    | 397    | 37     | 54.42                  |
| 11   | Warrington           | 34         | 17         | 2          | 15         | 280    | 332    | 36     | 52.94                  |
| 12   | Dewsbury Rams        | 36         | 18         | 2          | 16         | 378    | 377    | 38     | 52.78                  |
| 13   | Swinton Lions        | 30         | 15         | 1          | 14         | 243    | 232    | 31     | 51.66                  |
| 14   | Oldham RLFC          | 34         | 17         | 0          | 17         | 403    | 265    | 34     | 50                     |
| 15   | Batley Bulldogs      | 32         | 14         | 3          | 15         | 253    | 276    | 31     | 48.43                  |
| 16   | Broughton Rangers    | 32         | 14         | 0          | 18         | 235    | 264    | 28     | 43.75                  |
| 17   | Wakefield Trinity    | 34         | 12         | 3          | 19         | 257    | 382    | 27     | 39.71                  |
| 18   | Halifax RLFC         | 32         | 12         | 1          | 19         | 359    | 320    | 25     | 39.06                  |
| 19   | St. Helens           | 32         | 12         | 1          | 19         | 376    | 440    | 25     | 39.06                  |
| 20   | Leigh                | 30         | 10         | 0          | 20         | 165    | 329    | 20     | 33.33                  |
| 21   | Runcorn RFC          | 30         | 10         | 0          | 20         | 165    | 442    | 20     | 33.33                  |
| 22   | Keighley Cougars     | 30         | 9          | 1          | 20         | 159    | 385    | 19     | 31.64                  |
| 23   | Bramley RLFC         | 30         | 7          | 0          | 23         | 163    | 464    | 14     | 23.33                  |
| 24   | Bradford Northern    | 34         | 7          | 1          | 26         | 223    | 492    | 15     | 22.06                  |
| 25   | York FC              | 34         | 6          | 0          | 28         | 237    | 688    | 12     | 17.65                  |

|  | Semifinalistas. |

### Semifinales
| 1914 | Huddersfield | 23 - 5 | Hull FC |  |  |

| 1914 | Salford | 16 - 5 | Wigan |  |  |

### Final
| 1914 | Huddersfield | 3 - 5 | Salford |  |  |

| Bandera de Inglaterra      |
| Campeón Salford Red Devils |
| Primer título              |